# Grand Prix Brazylii 2017
Grand Prix Brazylii 2017 (oficjalnie Formula 1 Grande Prêmio Heineken do Brasil 2017) – dziewiętnasta eliminacja Mistrzostw Świata Formuły 1 w sezonie 2017. Grand Prix odbyło się w dniach 10–12 listopada na torze Autódromo José Carlos Pace w São Paulo.

## Lista startowa
Źródło: Wyprzedź Mnie!
| Nr | Kierowca           | Zespół                           | Samochód                      | Silnik                | Opony |
| -- | ------------------ | -------------------------------- | ----------------------------- | --------------------- | ----- |
| 2  | Stoffel Vandoorne  | McLaren Honda Formula 1 Team     | McLaren MCL32                 | Honda RA617H 1.6T V6  | P     |
| 3  | Daniel Ricciardo   | Red Bull Racing                  | Red Bull RB13                 | TAG Heuer 1.6T V6     | P     |
| 5  | Sebastian Vettel   | Scuderia Ferrari                 | Ferrari SF70H                 | Ferrari 059/5 1.6T V6 | P     |
| 7  | Kimi Räikkönen     | Scuderia Ferrari                 | Ferrari SF70H                 | Ferrari 062 1.6T V6   | P     |
| 8  | Romain Grosjean    | Haas F1 Team                     | Haas VF-17                    | Ferrari 062 1.6T V6   | P     |
| 9  | Marcus Ericsson    | Sauber F1 Team                   | Sauber C36                    | Ferrari 059/5 1.6T V6 | P     |
| 10 | Pierre Gasly       | Scuderia Toro Rosso              | Toro Rosso STR12              | Renault 1.6T V6       | P     |
| 11 | Sergio Pérez       | Sahara Force India F1 Team       | Force India VJM10             | Mercedes 1.6T V6      | P     |
| 14 | Fernando Alonso    | McLaren Honda Formula 1 Team     | McLaren MCL32                 | Honda RA617H 1.6T V6  | P     |
| 18 | Lance Stroll       | Williams Martini Racing          | Williams FW40                 | Mercedes 1.6T V6      | P     |
| 19 | Felipe Massa       | Williams Martini Racing          | Williams FW40                 | Mercedes 1.6T V6      | P     |
| 20 | Kevin Magnussen    | Haas F1 Team                     | Haas VF-17                    | Ferrari 059/5 1.6T V6 | P     |
| 27 | Nico Hülkenberg    | Renault Sport Formula One Team   | Renault R.S.17                | Renault 1.6T V6       | P     |
| 28 | Brendon Hartley    | Scuderia Toro Rosso              | Toro Rosso STR12              | Renault 1.6T V6       | P     |
| 31 | Esteban Ocon       | Sahara Force India F1 Team       | Force India VJM10             | Mercedes 1.6T V6      | P     |
| 33 | Max Verstappen     | Red Bull Racing                  | Red Bull RB13                 | TAG Heuer 1.6T V6     | P     |
| 35 | George Russell     | Sahara Force India F1 Team       | Force India VJM10             | Mercedes 1.6T V6      | P     |
| 37 | Charles Leclerc    | Sauber F1 Team                   | Sauber C36                    | Ferrari 059/5 1.6T V6 | P     |
| 44 | Lewis Hamilton     | Mercedes AMG Petronas Motorsport | Mercedes AMG F1 W08 EQ Power+ | Mercedes 1.6T V6      | P     |
| 50 | Antonio Giovinazzi | Haas F1 Team                     | Haas VF-17                    | Ferrari 059/5 1.6T V6 | P     |
| 55 | Carlos Sainz Jr.   | Renault Sport Formula One Team   | Renault R.S.17                | Renault 1.6T V6       | P     |
| 77 | Valtteri Bottas    | Mercedes AMG Petronas Motorsport | Mercedes AMG F1 W08 EQ Power+ | Mercedes 1.6T V6      | P     |
| 94 | Pascal Wehrlein    | Sauber F1 Team                   | Sauber C36                    | Ferrari 059/5 1.6T V6 | P     |
| Nr | Kierowca           | Zespół                           | Samochód                      | Silnik                | Opony |

## Wyniki

### Sesje treningowe
Źródło: Wyprzedź Mnie
| Sesja | Nr | Kierowca        | Konstruktor | Czas     | Okr. |
| ----- | -- | --------------- | ----------- | -------- | ---- |
| 1     | 44 | Lewis Hamilton  | Mercedes    | 1:09,202 | 36   |
| 2     | 44 | Lewis Hamilton  | Mercedes    | 1:09,515 | 42   |
| 3     | 77 | Valtteri Bottas | Mercedes    | 1:09,281 | 24   |

### Kwalifikacje
Źródło: Wyprzedź Mnie
| Poz. | Nr | Kierowca          | Konstruktor | Q1         | Q2         | Q3       | Poz. s. |
| --- | --- | ----------------- | ----------- | ---------- | ---------- | -------- | ------- |
| 1 | 77 | Valtteri Bottas   | Mercedes    | 1:09,452   | 1:08,638   | 1:08,322 | 1       |
| 2 | 5 | Sebastian Vettel  | Ferrari     | 1:09,643   | 1:08,494   | 1:08,360 | 2       |
| 3 | 7 | Kimi Räikkönen    | Ferrari     | 1:09,405   | 1:09,116   | 1:08,538 | 3       |
| 4 | 33 | Max Verstappen    | Red Bull    | 1:09,820   | 1:09,050   | 1:08,925 | 4       |
| 5 | 3 | Daniel Ricciardo  | Red Bull    | 1:09,828   | 1:09,533   | 1:09,330 | 14      |
| 6 | 11 | Sergio Pérez      | Force India | 1:10,145   | 1:09,760   | 1:09,598 | 5       |
| 7 | 14 | Fernando Alonso   | McLaren     | 1:10,172   | 1:09,593   | 1:09,617 | 6       |
| 8 | 27 | Nico Hülkenberg   | Renault     | 1:10,078   | 1:09,726   | 1:09,703 | 7       |
| 9 | 55 | Carlos Sainz Jr.  | Renault     | 1:10,227   | 1:09,768   | 1:09,805 | 8       |
| 10 | 19 | Felipe Massa      | Williams    | 1:09,789   | 1:09,612   | 1:09,841 | 9       |
| 11 | 31 | Esteban Ocon      | Force India | 1:10,168   | 1:09,830   |          | 10      |
| 12 | 8 | Romain Grosjean   | Haas        | 1:10,148   | 1:09,879   |          | 11      |
| 13 | 2 | Stoffel Vandoorne | McLaren     | 1:10,286   | 1:10,116   |          | 12      |
| 14 | 20 | Kevin Magnussen   | Haas        | 1:10,521   | 1:10,154   |          | 13      |
| 15 | 28 | Brendon Hartley   | Toro Rosso  | 1:10,625   | brak czasu |          | 18      |
| 16 | 94 | Pascal Wehrlein   | Sauber      | 1:10,678   |            |          | 15      |
| 17 | 10 | Pierre Gasly      | Toro Rosso  | 1:10,686   |            |          | 19      |
| 18 | 18 | Lance Stroll      | Williams    | 1:10,776   |            |          | 16      |
| 19 | 9 | Marcus Ericsson   | Sauber      | 1:10,875   |            |          | 17      |
| 20 | 44 | Lewis Hamilton    | Mercedes    | brak czasu |            |          | PIT     |
| Poz. | Nr | Kierowca          | Konstruktor | Q1         | Q2         | Q3       | Poz. s. |
| \| Legenda \| Legenda \| \| ------------------------ \| ---------------------------------------------------------------------------------------------------------------------------------------------------------------------------------------------------------------------------------------------------------------- \| \| Poz. Nr Q1 Q2 Q3 Poz. s. \| Pozycja zajęta w sesji kwalifikacyjnej Numer startowy kierowcy Wynik uzyskany w pierwszej części kwalifikacji Wynik uzyskany w drugiej części kwalifikacji Wynik uzyskany w trzeciej części kwalifikacji Pozycja startowa po uwzględnięniu kar, przesunięć, itp. \| | |                   |             |            |            |          |         |
| Legenda | |                   |             |            |            |          |         |
| Poz. Nr Q1 Q2 Q3 Poz. s. | Pozycja zajęta w sesji kwalifikacyjnej Numer startowy kierowcy Wynik uzyskany w pierwszej części kwalifikacji Wynik uzyskany w drugiej części kwalifikacji Wynik uzyskany w trzeciej części kwalifikacji Pozycja startowa po uwzględnięniu kar, przesunięć, itp. |                   |             |            |            |          |         |

Uwagi
1. 1 2  Daniel Ricciardo i Brendon Hartley otrzymali karę cofnięcia o 10 pozycji za przekroczenie limitu użycia części jednostki napędowej.
2. ↑  Pierre Gasly otrzymał karę cofnięcia na starcie o 25 pozycji za przekroczenie limitu użycia części jednostki napędowej.
3. 1 2  Lance Stroll i Marcus Ericsson otrzymali karę cofnięcia o 5 pozycji za nieprzewidzianą zmianę skrzyni biegów.
4. ↑  Lewis Hamilton nie uzyskał reguły 107% czasu, lecz został dopuszczony do wyścigu. Wystartował z alei serwisowej za wymianę skrzyni biegów oraz jednostki napędowej.

### Wyścig
Źródło: Wyprzedź Mnie!
| P                 | + / –     | Nr | Kierowca          | Konstruktor | Okr. | Czas / Strata | Komentarz              |
| ----------------- | --------- | -- | ----------------- | ----------- | ---- | ------------- | ---------------------- |
| 1                 | 1         | 5  | Sebastian Vettel  | Ferrari     | 71   | 1h31m26,260   |                        |
| 2                 | 1         | 77 | Valtteri Bottas   | Mercedes    | 71   | +0:02,762     |                        |
| 3                 | Bez zmian | 7  | Kimi Räikkönen    | Ferrari     | 71   | +0:04,600     |                        |
| 4                 | 16        | 44 | Lewis Hamilton    | Mercedes    | 71   | +0:05,468     |                        |
| 5                 | 1         | 33 | Max Verstappen    | Red Bull    | 71   | +0:32,940     |                        |
| 6                 | 8         | 3  | Daniel Ricciardo  | Red Bull    | 71   | +0:48,691     |                        |
| 7                 | 2         | 19 | Felipe Massa      | Williams    | 71   | +1:08,882     |                        |
| 8                 | 2         | 14 | Fernando Alonso   | McLaren     | 71   | +1:09,363     |                        |
| 9                 | 4         | 11 | Sergio Pérez      | Force India | 71   | +1:09,500     |                        |
| 10                | 3         | 27 | Nico Hülkenberg   | Renault     | 70   | +1 okr.       |                        |
| 11                | 3         | 55 | Carlos Sainz Jr.  | Renault     | 70   | +1 okr.       |                        |
| 12                | 7         | 10 | Pierre Gasly      | Toro Rosso  | 70   | +1 okr.       |                        |
| 13                | 4         | 9  | Marcus Ericsson   | Sauber      | 70   | +1 okr.       |                        |
| 14                | 1         | 94 | Pascal Wehrlein   | Sauber      | 70   | +1 okr.       |                        |
| 15                | 4         | 8  | Romain Grosjean   | Haas        | 69   | +2 okr.       |                        |
| 16                | Bez zmian | 18 | Lance Stroll      | Williams    | 69   | +2 okr.       |                        |
| Niesklasyfikowani |           |    |                   |             |      |               |                        |
|                   |           | 28 | Brendon Hartley   | Toro Rosso  | 40   | +31 okr.      | jednostka napędowa     |
|                   |           | 31 | Esteban Ocon      | Force India | 0    | +71 okr.      | kolizja z Grosjeanem   |
|                   |           | 2  | Stoffel Vandoorne | McLaren     | 0    | +71 okr.      | kolizja z Magnussenem  |
|                   |           | 20 | Kevin Magnussen   | Haas        | 0    | +71 okr.      | kolizja z Vandoorne’em |
| P                 | + / –     | Nr | Kierowca          | Konstruktor | Okr. | Czas / Strata | Komentarz              |

### Najszybsze okrążenie
Źródło: Wyprzedź Mnie!
| Nr | Kierowca       | Konstruktor | Czas     | Okr. |
| -- | -------------- | ----------- | -------- | ---- |
| 33 | Max Verstappen | Red Bull    | 1:11,044 | 64   |

### Prowadzenie w wyścigu
| Nr                              | Kierowca         | Konstruktor | Okrążenia   | Suma |
| ------------------------------- | ---------------- | ----------- | ----------- | ---- |
| 5                               | Sebastian Vettel | Ferrari     | 1-28, 43-71 | 57   |
| 44                              | Lewis Hamilton   | Mercedes    | 30-42       | 13   |
| 7                               | Kimi Räikkönen   | Ferrari     | 29          | 1    |
| \| Wykres \| \| ------ \| \| \| |                  |             |             |      |
| Źródło: racing-reference.info   |                  |             |             |      |
| Wykres                          |                  |             |             |      |
|                                 |                  |             |             |      |

## Klasyfikacja po zakończeniu wyścigu

### Kierowcy
| P                 | +/− | Kierowca           | Starty | Punkty | P1 | P2 | P3 | PP | NO | NS |
| ----------------- | --- | ------------------ | ------ | ------ | -- | -- | -- | -- | -- | -- |
| 1                 | 0   | Lewis Hamilton     | 19     | 345    | 9  | 3  | –  | 11 | 7  | –  |
| 2                 | 0   | Sebastian Vettel   | 19     | 302    | 5  | 6  | 1  | 4  | 5  | 2  |
| 3                 | 0   | Valtteri Bottas    | 19     | 280    | 2  | 6  | 4  | 3  | 1  | 1  |
| 4                 | 0   | Daniel Ricciardo   | 19     | 200    | 1  | 1  | 7  | –  | 1  | 5  |
| 5                 | 0   | Kimi Räikkönen     | 18     | 193    | –  | 2  | 5  | 1  | 2  | 2  |
| 6                 | 0   | Max Verstappen     | 19     | 158    | 2  | 1  | 1  | –  | 1  | 7  |
| 7                 | 0   | Sergio Pérez       | 19     | 94     | –  | –  | –  | –  | 1  | 1  |
| 8                 | 0   | Esteban Ocon       | 19     | 83     | –  | –  | –  | –  | –  | 1  |
| 9                 | 0   | Carlos Sainz Jr.   | 19     | 54     | –  | –  | –  | –  | –  | 7  |
| 10                | +1  | Felipe Massa       | 18     | 42     | –  | –  | –  | –  | –  | 2  |
| 11                | −1  | Lance Stroll       | 19     | 40     | –  | –  | 1  | –  | –  | 4  |
| 12                | 0   | Nico Hülkenberg    | 19     | 35     | –  | –  | –  | –  | –  | 6  |
| 13                | 0   | Romain Grosjean    | 19     | 28     | –  | –  | –  | –  | –  | 3  |
| 14                | 0   | Kevin Magnussen    | 19     | 19     | –  | –  | –  | –  | –  | 5  |
| 15                | +1  | Fernando Alonso    | 17     | 15     | –  | –  | –  | –  | 1  | 7  |
| 16                | −1  | Stoffel Vandoorne  | 18     | 13     | –  | –  | –  | –  | –  | 5  |
| 17                | 0   | Jolyon Palmer      | 15     | 8      | –  | –  | –  | –  | –  | 4  |
| 18                | 0   | Pascal Wehrlein    | 17     | 5      | –  | –  | –  | –  | –  | 3  |
| 19                | 0   | Daniił Kwiat       | 15     | 5      | –  | –  | –  | –  | –  | 4  |
| 20                | 0   | Marcus Ericsson    | 19     | 0      | –  | –  | –  | –  | –  | 6  |
| 21                | +1  | Pierre Gasly       | 4      | 0      | –  | –  | –  | –  | –  | –  |
| 22                | −1  | Antonio Giovinazzi | 2      | 0      | –  | –  | –  | –  | –  | 1  |
| 23                | 0   | Brendon Hartley    | 3      | 0      | –  | –  | –  | –  | –  | 2  |
| Niesklasyfikowani |     |                    |        |        |    |    |    |    |    |    |
|                   |     | Jenson Button      | 1      | –      | –  | –  | –  | –  | –  | 1  |
|                   |     | Paul di Resta      | 1      | –      | –  | –  | –  | –  | –  | 1  |
| P                 | +/− | Kierowca           | Starty | Punkty | P1 | P2 | P3 | PP | NO | NS |

### Konstruktorzy
| P  | +/− | Konstruktor               | Starty | Punkty | P1 | P2 | P3 | PP | NO | NS |
| -- | --- | ------------------------- | ------ | ------ | -- | -- | -- | -- | -- | -- |
| 1  | 0   | Mercedes                  | 38     | 625    | 11 | 9  | 4  | 14 | 8  | 1  |
| 2  | 0   | Ferrari                   | 37     | 495    | 5  | 8  | 6  | 5  | 7  | 4  |
| 3  | 0   | Red Bull Racing TAG Heuer | 38     | 358    | 3  | 2  | 8  | –  | 2  | 12 |
| 4  | 0   | Force India Mercedes      | 38     | 177    | –  | –  | –  | –  | 1  | 2  |
| 5  | 0   | Williams Mercedes         | 38     | 82     | –  | –  | 1  | –  | –  | 7  |
| 6  | 0   | Toro Rosso                | 38     | 53     | –  | –  | –  | –  | –  | 12 |
| 7  | 0   | Renault                   | 37     | 49     | –  | –  | –  | –  | –  | 11 |
| 8  | 0   | Haas Ferrari              | 38     | 47     | –  | –  | –  | –  | –  | 8  |
| 9  | 0   | McLaren Honda             | 36     | 28     | –  | –  | –  | –  | 1  | 13 |
| 10 | 0   | Sauber                    | 38     | 5      | –  | –  | –  | –  | –  | 10 |
| P  | +/− | Kierowca                  | Starty | Punkty | P1 | P2 | P3 | PP | NO | NS |